# Campionati europei a squadre di atletica leggera 2014
I V Campionati europei a squadre di atletica leggera si sono tenuti a Braunschweig, in Germania, dal 21 al 22 giugno 2014. 

## Sedi
| Divisione     | Date              | Città        | Nazione  |
| ------------- | ----------------- | ------------ | -------- |
| Super League  | 21-22 giugno 2014 | Braunschweig | Germania |
| First League  | 21-22 giugno 2014 | Tallinn      | Estonia  |
| Second League | 21-22 giugno 2014 | Riga         | Lettonia |
| Third League  | 21-22 giugno 2014 | Tbilisi      | Georgia  |

## Super League

### Classifica
| Pos. | Nazione       | Punti | Note                       |
| ---- | ------------- | ----- | -------------------------- |
| 1    | Germania      | 372   | Oro                        |
| 2    | Russia        | 359,5 | Argento                    |
| 3    | Francia       | 295   | Bronzo                     |
| 4    | Polonia       | 293   |                            |
| 5    | Gran Bretagna | 281,5 |                            |
| 6    | Ucraina       | 273   |                            |
| 7    | Italia        | 239,5 |                            |
| 8    | Spagna        | 220,5 |                            |
| 9    | Svezia        | 213   |                            |
| 10   | Paesi Bassi   | 209   | Retrocesse in First League |
| 11   | Rep. Ceca     | 208,5 | Retrocesse in First League |
| 12   | Turchia       | 138,5 | Retrocesse in First League |

### Tabella punti
| Specialità             | Specialità | CZE   | FRA | DEU | GBR   | ITA   | NLD | POL | RUS   | ESP   | SWE | TUR   | UKR |
| ---------------------- | ---------- | ----- | --- | --- | ----- | ----- | --- | --- | ----- | ----- | --- | ----- | --- |
| 100 metri              | Uomini     | 3     | 12  | 4   | 11    | 5     | 7   | 6   | 2     | 8     | 1   | 10    | 9   |
| 100 metri              | Donne      | 8     | 12  | 10  | 7     | 5     | 11  | 3   | 4     | 2     | 6   | 1     | 9   |
| 200 metri              | Uomini     | 4     | /   | 8   | 10    | 7     | /   | 12  | 5     | 3     | 6   | 11    | 9   |
| 200 metri              | Donne      | 4     | 9   | 7   | 10    | 3     | 12  | 5   | 6     | 2     | 8   | 1     | 11  |
| 400 metri              | Uomini     | 2     | 12  | 7   | 10    | 8     | 6   | 9   | 11    | 1     | 3   | 5     | 4   |
| 400 metri              | Donne      | 3     | 8   | 11  | 6     | 9     | 5   | 4   | 12    | 7     | 2   | 1     | 10  |
| 800 metri              | Uomini     | 6     | 9   | 12  | 2     | 10    | 7   | 11  | 3     | 8     | 5   | 1     | 4   |
| 800 metri              | Donne      | 5     | 11  | 9   | 6     | 3     | 2   | 7   | 12    | 8     | 4   | 1     | 10  |
| 1.500 metri            | Uomini     | 12    | 9   | 11  | 8     | 1     | 2   | 10  | 3     | 5     | 4   | 7     | 6   |
| 1.500 metri            | Donne      | 5     | 3   | 2   | 8     | 9     | 6   | 7   | 11    | 4     | 12  | 1     | 10  |
| 3.000 metri            | Uomini     | 11    | 8   | 12  | 9     | 6     | 7   | 3   | 2     | 10    | 1   | 5     | 4   |
| 3.000 metri            | Donne      | 9     | 6   | 5   | 4     | 8     | 12  | 7   | 11    | 10    | 2   | 3     | 1   |
| 5.000 metri            | Uomini     | 1     | 6   | 12  | 7     | 3     | 5   | 8   | 9     | 11    | 4   | 10    | 2   |
| 5.000 metri            | Donne      | 2     | 6   | 3   | 8     | 10    | 9   | 5   |       | 4     | 12  | 11    | 1   |
| 3.000 metri siepi      | Uomini     | 2     | 12  | 11  | 8     | 9     | 1   | 6   | 10    | 4     | 5   | 3     | 7   |
| 3.000 metri siepi      | Donne      | 2     | 7   | 11  | 6     | 4     | 1   | 10  | 8     | 9     | 12  | 5     | 3   |
| 110/100 metri ostacoli | Uomini     | 2     | 10  | 9   | 11    | 4     | 7   | 6   | 12    | 5     | 8   | 1     | 3   |
| 110/100 metri ostacoli | Donne      | 4     | 12  | 11  | 5     | 6     | 8   | 7   | 10    | 2     | 3   | 1     | 9   |
| 400 metri ostacoli     | Uomini     | 4     | 9   | 11  | 10    | 7     | 5   | 8   | 12    | 2     | 3   | 1     | 6   |
| 400 metri ostacoli     | Donne      | 9     | 4   | 8   | 11    | 6     | 1   | 7   | 10    | 5     | 3   | 2     | 12  |
| Staffetta 4×100 metri  | Uomini     | 3     | /   | 11  | 12    | 10    | 9   | 8   | 5     | 4     | 6   | 2     | 7   |
| Staffetta 4×100 metri  | Donne      | 4     | 11  | 7   | 8     | 5     | 12  | 6   | 10    | /     | 3   | 2     | 9   |
| Staffetta 4×400 metri  | Uomini     | /     | 11  | 10  | 9     | /     | 7   | 8   | 12    | 5     | 3   | 4     | 6   |
| Staffetta 4×400 metri  | Donne      | 4     | 10  | 11  | 9     | 7     | 5   | 8   | 6     | /     | 3   | 2     | 12  |
| Salto in alto          | Uomini     | 10    | 6   | 4   | 7,5   | 9     | 3   | 7,5 | 11    | 1     | 5   | 2     | 12  |
| Salto in alto          | Donne      | 7     | 1   | 8   | 2     | 4     | 5,5 | 9,5 | 12    | 9,5   | 3   | 5,5   | 11  |
| Salto con l'asta       | Uomini     | 10,5  | 12  | 9   | /     | 4     | 8   | 7   | 10,5  | 6     | /   | /     | 5   |
| Salto con l'asta       | Donne      | 11    | 9   | 10  | 4     | 5,5   | 5,5 | /   | 12    | 8     | 7   | 3     | /   |
| Salto in lungo         | Uomini     | 5     | 4   | 12  | 11    | 1     | 6   | 9   | 7     | 10    | 8   | 2     | 3   |
| Salto in lungo         | Donne      | 1     | 11  | 12  | 4     | 9     | 3   | 5   | 7     | 8     | 10  | 2     | 6   |
| Salto triplo           | Uomini     | 2     | 5   | 3   | 9     | 11    | 1   | 8   | 12    | 7     | 6   | 4     | 10  |
| Salto triplo           | Donne      | 7     | 5   | 10  | 6     | 3     | 1   | 9   | 12    | 4     | 8   | 2     | 11  |
| Getto del peso         | Uomini     | 7     | 6   | 12  | 5     | 2     | 4   | 11  | 10    | 9     | 8   | 3     | 1   |
| Getto del peso         | Donne      | 2     | 8   | 12  | 1     | 10    | 6   | 4   | 11    | 7     | 3   | 5     | 9   |
| Lancio del disco       | Uomini     | 7     | 1   | 12  | 5     | 6     | 9   | 11  | 10    | 8     | 2   | 3     | 4   |
| Lancio del disco       | Donne      | 6     | 12  | 11  | 5     | 3     | 1   | 9   | 10    | 7     | 4   | 2     | 8   |
| Lancio del giavellotto | Uomini     | 5     | 1   | 12  | 4     | 9     | 3   | 6   | 11    | 2     | 8   | 7     | 10  |
| Lancio del giavellotto | Donne      | 12    | 1   | 10  | 6     | 4     | 3   | 5   | 9     | 7     | 8   | 2     | 11  |
| Lancio del martello    | Uomini     | 3     | 11  | 9   | 8     | 6     | 1   | 10  | 12    | 2     | 7   | 4     | 5   |
| Lancio del martello    | Donne      | 4     | 5   | 12  | 9     | 8     | 2   | 11  | 10    | 6     | 7   | 1     | 3   |
| Paese                  | Paese      | CZE   | FRA | DEU | GBR   | ITA   | NLD | POL | RUS   | ESP   | SWE | TUR   | UKR |
| Totale                 | Totale     | 209,5 | 284 | 372 | 282,5 | 241,5 | 202 | 295 | 359,5 | 222,5 | 214 | 139,5 | 275 |

### Risultati

#### Uomini
| Specialità | Oro                                                                            | Prestazione | Argento                                                               | Prestazione | Bronzo                                                             | Prestazione                        |
| Corse piane |                                                                                |             |                                                                       |             |                                                                    |                                    |
| 100 metri | Jimmy Vicaut Francia                                                           | 10"03       | Daniel Talbot Gran Bretagna                                           | 10"30       | Ramil Guliyev Turchia                                              | 10"37                              |
| 200 metri | Karol Zalewski Polonia                                                         | 20"56       | Ramil Guliyev Turchia                                                 | 20"57       | James Ellington Gran Bretagna                                      | 20"60                              |
| 400 metri | Mame-Ibra Anne Francia                                                         | 45"71       | Pavel Ivashko Russia                                                  | 45"95       | Daniel Awde Gran Bretagna                                          | 46"10                              |
| 800 metri | Timo Benitz Germania                                                           | 1'46"24     | Adam Kszczot Polonia                                                  | 1'46"36     | Giordano Benedetti Italia                                          | 1'46"45                            |
| 1.500 metri | Jakub Holuša Rep. Ceca                                                         | 3'37"74     | Homiyu Tesfaye Germania                                               | 3'38"10     | Marcin Lewandowski Polonia                                         | 3'38"19                            |
| 3.000 metri | Richard Ringer Germania                                                        | 7'50"99     | Jakub Holuša Rep. Ceca                                                | 7'51"43     | Antonio Abadía Spagna                                              | 7'52"22                            |
| 5.000 metri | Arne Gabius Germania                                                           | 13'55"89    | Jesús España Spagna                                                   | 13'56"00    | Ali Kaya Turchia                                                   | 13'56"64                           |
| Corse a ostacoli |                                                                                |             |                                                                       |             |                                                                    |                                    |
| 3000 metri siepi | Yoann Kowal Francia                                                            | 8'25"50     | Martin Grau Germania                                                  | 8'29"16     | Nikolay Chavkin Russia                                             | 8'30"61                            |
| 110 metri ostacoli | Sergey Shubenkov Russia                                                        | 13"20       | William Sharman Gran Bretagna                                         | 13"21       | Pascal Martinot-Lagarde Francia                                    | 13"35                              |
| 400 metri ostacoli | Denis Kudryavtsev Russia                                                       | 49"38       | Silvio Schirrmeister Germania                                         | 49"80       | Richard Yates Gran Bretagna                                        | 50"11                              |
| Staffette |                                                                                |             |                                                                       |             |                                                                    |                                    |
| Staffetta 4x100 m | Gran Bretagna Richard Kilty Harry Aikines-Aryeetey James Ellington Adam Gemili | 38"51       | Germania Christian Blum Sven Knipphals Alexander Kosenkow Julian Reus | 38"88       | Italia Massimiliano Ferraro Fausto Desalu Diego Marani Delmas Obou | 39"06                              |
| Staffetta 4x400 m | Russia Maksim Dyldin Lev Mosin Pavel Trenikhin Vladimir Krasnov                | 3'02"68     | Francia Mame-Ibra Anne Teddy Venel Thomas Jordier Marc Macédot        | 3'03"05     | Germania Miguel Rigau Kamghe Gaba David Gollnow Thomas Schneider   | 3'03"18                            |
| Salti |                                                                                |             |                                                                       |             |                                                                    |                                    |
| Salto in alto | Andriy Protsenko Ucraina                                                       | 2,30 m      | Andrey Silnov Russia                                                  | 2,28 m      | Jaroslav Bába Rep. Ceca                                            | 2,26 m                             |
| Salto con l'asta | Renaud Lavillenie Francia                                                      | 5,62 m      | Aleksandr Gripich RussiaJan Kudlička Rep. Ceca                        | 5,62 m      | Non assegnata per ex aequo argento                                 | Non assegnata per ex aequo argento |
| Salto in lungo | Christian Reif Germania                                                        | 8,13 m      | Greg Rutherford Gran Bretagna                                         | 7,99 m      | Eusebio Cáceres Spagna                                             | 7,97 m                             |
| Salto triplo | Aleksey Fyodorov Russia                                                        | 16,95 m     | Fabrizio Donato Italia                                                | 16,82 m     | Viktor Kuznetsov Ucraina                                           | 16,63 m                            |
| Lanci |                                                                                |             |                                                                       |             |                                                                    |                                    |
| Getto del peso | David Storl Germania                                                           | 21,20 m     | Tomasz Majewski Polonia                                               | 20,57 m     | Aleksandr Lesnoy Russia                                            | 20,24 m                            |
| Lancio del disco | Robert Harting Germania                                                        | 67,42 m     | Piotr Małachowski Polonia                                             | 65,35 m     | Viktor Butenko Russia                                              | 62,81 m                            |
| Lancio del martello | Sergey Litvinov Russia                                                         | 76,34 m     | Paweł Fajdek Polonia                                                  | 75,26 m     | Markus Esser Germania                                              | 74,90 m                            |
| Lancio del giavellotto | Andreas Hofmann Germania                                                       | 86,13 m     | Dmitriy Tarabin Russia                                                | 83,40 m     | Maksym Bohdan Ucraina                                              | 80,93 m                            |
| miglior prestazione mondiale under 20; miglior prestazione mondiale stagionale under 20; record europeo; miglior prestazione europea stagionale; record europeo under 20; record europeo stagionale under 20; record dei campionati; record nazionale; record nazionale under 20; record nazionale under 18; record personale; record personale stagionale. |                                                                                |             |                                                                       |             |                                                                    |                                    |

#### Donne
| Specialità | Oro                                                                      | Prestazione | Argento                                                                    | Prestazione | Bronzo                                                                                | Prestazione |
| Corse piane |                                                                          |             |                                                                            |             |                                                                                       |             |
| 100 metri | Myriam Soumaré Francia                                                   | 11"35       | Jamile Samuel Paesi Bassi                                                  | 11"42       | Verena Sailer Germania                                                                | 11"45       |
| 200 metri | Dafne Schippers Paesi Bassi                                              | 22"74       | Nataliya Pohrebnyak Ucraina                                                | 23"13       | Anyika Onuora Gran Bretagna                                                           | 23"24       |
| 400 metri | Alena Tamkova Russia                                                     | 51"72       | Esther Cremer Germania                                                     | 52"23       | Olha Zemlyak Ucraina                                                                  | 52"28       |
| 800 metri | Yekaterina Poistogova Russia                                             | 2'02"65     | Renelle Lamote Francia                                                     | 2'03"36     | Olha Lyakhova Ucraina                                                                 | 2'03"39     |
| 1.500 metri | Abeba Aregawi Svezia                                                     | 4'14"20     | Anna Shchagina Russia                                                      | 4'15"04     | Nataliya Pryshchepa Ucraina                                                           | 4'15"71     |
| 3.000 metri | Sifan Hassan Paesi Bassi                                                 | 8'45"24     | Yelena Korobkina Russia                                                    | 8'51"00     | Nuria Fernández Spagna                                                                | 8'51"54     |
| 5.000 metri | Meraf Bahta Svezia                                                       | 15'36"36    | Gamze Bulut Turchia                                                        | 15'37"70    | Giulia Viola Italia                                                                   | 15'40"30    |
| Corse a ostacoli |                                                                          |             |                                                                            |             |                                                                                       |             |
| 3000 metri siepi | Charlotta Fougberg Svezia                                                | 9'35"92     | Antje Möldner-Schmidt Germania                                             | 9'40"21     | Katarzyna Kowalska Polonia                                                            | 9'41"78     |
| 100 metri ostacoli | Cindy Billaud Francia                                                    | 12"66       | Nadine Hildebrand Germania                                                 | 12"80       | Yuliya Kondakova Russia                                                               | 12"86       |
| 400 metri ostacoli | Hanna Ryzhykova Ucraina                                                  | 55"00       | Eilidh Child Gran Bretagna                                                 | 55"36       | Irina Davydova Russia                                                                 | 55"79       |
| Staffette |                                                                          |             |                                                                            |             |                                                                                       |             |
| Staffetta 4x100 m | Paesi Bassi Naomi Sedney Dafne Schippers Tessa van Schagen Jamile Samuel | 42"95       | Francia Céline Distel-Bonnet Ayodelé Ikuesan Jennifer Galais Stella Akakpo | 43"19       | Russia Marina Panteleyeva Natalya Rusakova Yelizaveta Savlinis Yuliya Chermoshanskaya | 43"45       |
| Staffetta 4x400 m | Ucraina Darya Prystupa Hanna Ryzhykova Hrystyna Stuy Olha Zemlyak        | 3'27"66     | Germania Esther Cremer Lena Schmidt Lara Hoffmann Ruth Sophia Spelmeyer    | 3'28"34     | Francia Elea Mariama Diarra Agnes Raharolahy Estelle Perrossier Floria Guei           | 3'28"35     |
| Salti |                                                                          |             |                                                                            |             |                                                                                       |             |
| Salto in alto | Mariya Kuchina Russia                                                    | 1,95 m      | Oksana Okuneva Ucraina                                                     | 1,95 m      | Ruth Beitia Spagna Kamila Lićwinko Polonia                                            | 1,90 m      |
| Salto con l'asta | Anzhelika Sidorova Russia                                                | 4,65 m      | Jiřina Svobodová Rep. Ceca                                                 | 4,60 m      | Katharina Bauer Germania                                                              | 4,40 m      |
| Salto in lungo | Malaika Mihambo Germania                                                 | 6,90 m      | Éloyse Lesueur Francia                                                     | 6,87 m      | Erica Jarder Svezia                                                                   | 6,67 m      |
| Salto triplo | Yekaterina Koneva Russia                                                 | 14,55 m     | Olha Saladukha Ucraina                                                     | 14,33 m     | Jenny Elbe Germania                                                                   | 14,01 m     |
| Lanci |                                                                          |             |                                                                            |             |                                                                                       |             |
| Getto del peso | Christina Schwanitz Germania                                             | 19,43 m     | Irina Tarasova Russia                                                      | 18,36 m     | Chiara Rosa Italia                                                                    | 17,92 m     |
| Lancio del disco | Mélina Robert-Michon Francia                                             | 65,51 m     | Shanice Craft Germania                                                     | 65,07 m     | Yekaterina Strokova Russia                                                            | 63,97 m     |
| Lancio del martello | Betty Heidler Germania                                                   | 74,63 m     | Joanna Fiodorow Polonia                                                    | 72,23 m     | Anna Bulgakova Russia                                                                 | 71,83 m     |
| Lancio del giavellotto | Barbora Špotáková Rep. Ceca                                              | 65,57 m     | Hanna Hatsko-Fedusova Ucraina                                              | 63,01 m     | Linda Stahl Germania                                                                  | 61,58 m     |
| miglior prestazione mondiale under 20; miglior prestazione mondiale stagionale under 20; record europeo; miglior prestazione europea stagionale; record europeo under 20; record europeo stagionale under 20; record dei campionati; record nazionale; record nazionale under 20; record nazionale under 18; record personale; record personale stagionale. |                                                                          |             |                                                                            |             |                                                                                       |             |

## First League

### Classifica
| Pos. | Nazione     | Punti | Note                        |
| ---- | ----------- | ----- | --------------------------- |
| 1    | Bielorussia | 302,5 | Promosse in Super League    |
| 2    | Norvegia    | 300   | Promosse in Super League    |
| 3    | Finlandia   | 290,5 | Promosse in Super League    |
| 4    | Romania     | 281,5 |                             |
| 5    | Grecia      | 276,5 |                             |
| 6    | Estonia     | 275,5 |                             |
| 7    | Irlanda     | 253,5 |                             |
| 8    | Portogallo  | 251,5 |                             |
| 9    | Belgio      | 251   |                             |
| 10   | Lituania    | 227   |                             |
| 11   | Slovenia    | 209,5 | Retrocesse in Second League |
| 12   | Ungheria    | 191   | Retrocesse in Second League |

### Tabella punti
| Specialità             | Specialità | BLR   | BEL | EST   | FIN   | GRC   | HUN | IRL   | LTU | NOR | PRT   | ROU   | SVN   |
| ---------------------- | ---------- | ----- | --- | ----- | ----- | ----- | --- | ----- | --- | --- | ----- | ----- | ----- |
| 100 metri              | Uomini     | 5,5   | 1   | 9     | 7     | 11    | 3   | 4     | 10  | 12  | 8     | 5,5   | 2     |
| 100 metri              | Donne      | 4     | 3   | 11    | 10    | 7,5   | 1   | 7,5   | 6   | 12  | 1     | 9     | 5     |
| 200 metri              | Uomini     | 9     | 7,5 | 10    | 7,5   | 11    | 5   | 6     | 0   | 12  | 4     | 3     | 2     |
| 200 metri              | Donne      | 4     | 5   | 10    | 11    | 12    | 7   | 9     | 1   | 6   | 3     | 8     | 2     |
| 400 metri              | Uomini     | 7     | 11  | 2     | 6     | 8     | 3   | 12    | 5   | 10  | 0     | 4     | 9     |
| 400 metri              | Donne      | 8     | 11  | 2     | 7     | 6     | 4   | 3     | 12  | 5   | 9     | 10    | 0     |
| 800 metri              | Uomini     | 3     | 6   | 1     | 4     | 5     | 11  | 12    | 2   | 7   | 8     | 9     | 10    |
| 800 metri              | Donne      | 12    | 6   | 10    | 7     | 5     | 1   | 8     | 4   | 11  | 9     | 3     | 2     |
| 1.500 metri            | Uomini     | 7     | 9   | 1     | 5     | 10    | 2   | 12    | 6   | 8   | 3     | 11    | 4     |
| 1.500 metri            | Donne      | 7     | 5   | 10    | 4     | 8     | 1   | 11    | 2   | 12  | 3     | 6     | 9     |
| 3.000 metri            | Uomini     | 8     | 10  | 11    | 7     | 5     | 4   | 9     | 1   | 12  | 6     | 3     | 2     |
| 3.000 metri            | Donne      | 4     | 5   | 1     | 6     | 8     | 7   | 9     | 11  | 3   | 12    | 10    | 2     |
| 5.000 metri            | Uomini     | 6     | 11  | 12    | 4     | 5     | 3   | 10    | 2   | 9   | 8     | 7     | 1     |
| 5.000 metri            | Donne      | 10    | 8   | 6     | 2     | 1     | 7   | 11    | 5   | 4   | 12    | 3     | 9     |
| 3.000 metri siepi      | Uomini     | 7     | 3   | 8     | 11    | 0     | 2   | 9     | 12  | 10  | 5     | 6     | 4     |
| 3.000 metri siepi      | Donne      | 4     | 2   | 10    | 12    | 5     | 6   | 9     | 1   | 3   | 8     | 7     | 11    |
| 110/100 metri ostacoli | Uomini     | 7     | 0   | 5     | 6     | 11    | 12  | 10    | 2   | 8   | 9     | 3     | 4     |
| 110/100 metri ostacoli | Donne      | 2     | 10  | 8     | 4     | 6     | 7   | 9     | 3   | 12  | 1     | 5     | 11    |
| 400 metri ostacoli     | Uomini     | 7     | 10  | 11    | 5     | 6     | 8   | 12    | 2   | 9   | 0     | 3     | 4     |
| 400 metri ostacoli     | Donne      | 7     | 8   | 2     | 5     | 4     | 1   | 7     | 10  | 6   | 11    | 12    | 3     |
| Staffetta 4×100 metri  | Uomini     | 7     | 3   | 11    | 8     | 5     | 2   | 6     | 9   | 10  | 12    | 4     | 1     |
| Staffetta 4×100 metri  | Donne      | 2     | 11  | 10    | 9     | 12    | 3   | 8     | 4   | 5   | 1     | 6     | 7     |
| Staffetta 4×400 metri  | Uomini     | 10    | 12  | 8     | 7     | 4     | 3   | 11    | 1   | 9   | 6     | 2     | 5     |
| Staffetta 4×400 metri  | Donne      | 9     | 8   | 2     | 6     | 4     | 3   | 5     | 11  | 10  | 7     | 12    | 1     |
| Salto in alto          | Uomini     | 11    | 5,5 | 3     | 8,5   | 5,5   | 3   | 1     | 10  | 7   | 8,5   | 12    | 3     |
| Salto in alto          | Donne      | 8     | 6   | 12    | 3     | 5     | 7   | 2     | 9   | 10  | 1     | 11    | 4     |
| Salto con l'asta       | Uomini     | 9     | 12  | 6     | 8     | 10    | 4   | 2     | 0   | 5   | 11    | 3     | 7     |
| Salto con l'asta       | Donne      | 7     | 0   | 8,5   | 11    | 12    | 4   | 8,5   | 3   | 6   | 5     | 2     | 10    |
| Salto in lungo         | Uomini     | 6     | 8   | 2     | 10    | 12    | 4   | 3     | 11  | 7   | 5     | 9     | 1     |
| Salto in lungo         | Donne      | 11    | 1   | 6     | 4     | 3     | 5   | 2     | 7   | 10  | 9     | 12    | 8     |
| Salto triplo           | Uomini     | 1     | 11  | 7     | 8     | 10    | 3   | 2     | 4   | 5   | 9     | 12    | 6     |
| Salto triplo           | Donne      | 11    | 5   | 1     | 9     | 4     | 2   | 3     | 8   | 6   | 12    | 10    | 7     |
| Getto del peso         | Uomini     | 12    | 4   | 8     | 7     | 2     | 5   | 1     | 9   | 3   | 10    | 11    | 6     |
| Getto del peso         | Donne      | 12    | 9   | 10    | 6     | 7     | 11  | 4     | 2   | 5   | 3     | 8     | 1     |
| Lancio del disco       | Uomini     | 11    | 5   | 10    | 9     | 6     | 8   | 2     | 12  | 7   | 1     | 3     | 4     |
| Lancio del disco       | Donne      | 7     | 3   | 5     | 9     | 10    | 8   | 2     | 12  | 4   | 11    | 6     | 1     |
| Lancio del martello    | Uomini     | 7     | 0   | 3     | 10    | 8     | 12  | 5     | 2   | 9   | 6     | 4     | 11    |
| Lancio del martello    | Donne      | 11    | 9   | 5     | 10    | 7     | 4   | 3     | 2   | 0   | 6     | 12    | 8     |
| Lancio del giavellotto | Uomini     | 7     | 3   | 9     | 12    | 10    | 2   | 1     | 6   | 8   | 4     | 5     | 11    |
| Lancio del giavellotto | Donne      | 12    | 5   | 9     | 7     | 6     | 3   | 2     | 8   | 4   | 1     | 10    | 11    |
| Paese                  | Paese      | BLR   | BEL | EST   | FIN   | GRC   | HUN | IRL   | LTU | NOR | PRT   | ROU   | SVN   |
| Totale                 | Totale     | 302,5 | 251 | 275,5 | 290,5 | 276,5 | 191 | 253,5 | 227 | 300 | 251,5 | 281,5 | 209,5 |

### Risultati

#### Uomini
| Specialità | Oro                                                                             | Prestazione | Argento                                                            | Prestazione | Bronzo                                                                            | Prestazione |
| Corse piane |                                                                                 |             |                                                                    |             |                                                                                   |             |
| 100 metri | Jaysuma Saidy Ndure Norvegia                                                    | 10"12       | Lykourgos-Stefanos Tsakonas Grecia                                 | 10"22       | Rytis Sakalauskas Lituania                                                        | 10"23       |
| 200 metri | Jaysuma Saidy Ndure Norvegia                                                    | 20"70       | Lykourgos-Stefanos Tsakonas Grecia                                 | 20"78       | Marek Niit Estonia                                                                | 20"99       |
| 400 metri | Brian Gregan Irlanda                                                            | 46"54       | Julien Watrin Belgio                                               | 46"57       | Karsten Warholm Norvegia                                                          | 47"58       |
| 800 metri | Mark English Irlanda                                                            | 1'47"63     | Tamás Kazi Ungheria                                                | 1'48"42     | Zan Rudolf Slovenia                                                               | 1'48"64     |
| 1.500 metri | Paul Robinson Irlanda                                                           | 3'51"05     | Cristian Vorovenci Romania                                         | 3'51"58     | Andreas Dimitrakis Grecia                                                         | 3'51"74     |
| 3.000 metri | Henrik Ingebrigtsen Norvegia                                                    | 8'16"00     | Tiidrek Nurme Estonia                                              | 8'17"49     | Bashir Abdi Belgio                                                                | 8'17"97     |
| 5.000 metri | Tiidrek Nurme Estonia                                                           | 14'14"92    | Koen Naert Belgio                                                  | 14'16"51    | Kevin Batta Irlanda                                                               | 14'17"35    |
| Corse a ostacoli |                                                                                 |             |                                                                    |             |                                                                                   |             |
| 3000 metri siepi | Justinas Berzanskis Lituania                                                    | 8'48"49     | Janne Ukonmaanaho Finlandia                                        | 8'48"84     | Tom Erling Karbo Norvegia                                                         | 8'49"39     |
| 110 metri ostacoli | Balázs Baji Ungheria                                                            | 13"51       | Konstadinos Douvalidis Grecia                                      | 13"56       | Ben Reynolds Irlanda                                                              | 13"82       |
| 400 metri ostacoli | Thomas Barr Irlanda                                                             | 49"30       | Rasmus Mägi Estonia                                                | 49"48       | Tim Rummens Belgio                                                                | 51"04       |
| Staffette |                                                                                 |             |                                                                    |             |                                                                                   |             |
| Staffetta 4x100 m | Portogallo Pedro Bernardo Francis Obikwelu Arnaldo Abrantes Yazaldes Nascimento | 39"60       | Estonia Mikk Mihkel Nurges Rait Veesalu Markus Ellisaar Marek Niit | 39"93       | Norvegia Kristoffer Buhagen Amund Hoie Sjursen Even Pettersen Jaysuma Saidy Ndure | 39"97       |
| Staffetta 4x400 m | Belgio Julien Watrin Dylan Borlee Jonathan Borlée Kévin Borlée                  | 3'04"9      | Irlanda Craig Lynch Brian Murphy Thomas Barr Brian Gregan          | 3'05"40     | Bielorussia Aliaksandr Krasousky Mikita Yakauleu Maksim Lipauka Aleksandr Linnik  | 3'09"00     |
| Salti |                                                                                 |             |                                                                    |             |                                                                                   |             |
| Salto in alto | Mihai Donisan Romania                                                           | 2,26 m      | Andrei Churyla Bielorussia                                         | 2,23 m      | Raivydas Stanys Lituania                                                          | 2,19 m      |
| Salto con l'asta | Arnaud Art Belgio                                                               | 5,42 m      | Edi Maia Portogallo                                                | 5,42 m      | Konstadínos Filippídis Grecia                                                     | 5,30 m      |
| Salto in lungo | Loúis Tsátoumas Grecia                                                          | 8,25 m      | Tomas Vitonis Lituania                                             | 7,99 m      | Kristian Pulli Finlandia                                                          | 7,88 m      |
| Salto triplo | Marian Oprea Romania                                                            | 16,68 m     | Dzmitry Platnitski Bielorussia                                     | 16,28 m     | Dimitrios Tsiamis Grecia                                                          | 16,20 m     |
| Lanci |                                                                                 |             |                                                                    |             |                                                                                   |             |
| Getto del peso | Pavel Lyzhyn Bielorussia                                                        | 19,74 m     | Andrei Gag Romania                                                 | 19,64 m     | Marco Fortes Portogallo                                                           | 19,50 m     |
| Lancio del disco | Andrius Gudžius Lituania                                                        | 61,92 m     | Philip Milanov Belgio                                              | 61,47 m     | Gerd Kanter Estonia                                                               | 61,33 m     |
| Lancio del martello | Krisztián Pars Ungheria                                                         | 75,26 m     | Primož Kozmus Slovenia                                             | 73,02 m     | David Söderberg Finlandia                                                         | 70,81 m     |
| Lancio del giavellotto | Antti Ruuskanen Finlandia                                                       | 79,62 m     | Matija Kranjc Slovenia                                             | 78,61 m     | Spiridon Lebesis Grecia                                                           | 75,86 m     |
| miglior prestazione mondiale under 20; miglior prestazione mondiale stagionale under 20; record europeo; miglior prestazione europea stagionale; record europeo under 20; record europeo stagionale under 20; record dei campionati; record nazionale; record nazionale under 20; record nazionale under 18; record personale; record personale stagionale. |                                                                                 |             |                                                                    |             |                                                                                   |             |

#### Donne
| Specialità | Oro                                                                      | Prestazione | Argento                                                                       | Prestazione | Bronzo                                                               | Prestazione |
| Corse piane |                                                                          |             |                                                                               |             |                                                                      |             |
| 100 metri | Ezinne Okparaebo Norvegia                                                | 11"41       | Ksenija Balta Estonia                                                         | 11"47       | Hanna-Maari Latvala Finlandia                                        | 11"47       |
| 200 metri | Maria Belibasaki Grecia                                                  | 23"10       | Hanna-Maari Latvala Finlandia                                                 | 23"46       | Ksenija Balta Estonia                                                | 23"55       |
| 400 metri | Agnė Šerkšnienė Lituania                                                 | 52"94       | Justien Grillet Belgio                                                        | 53"65       | Bianca Razor Romania                                                 | 53"70       |
| 800 metri | Maryna Arzamasava Bielorussia                                            | 2'00"95     | Ingvill Måkestad Bovim Norvegia                                               | 2'02"57     | Liina Tšernov Estonia                                                | 2'05"23     |
| 1.500 metri | Ingvill Måkestad Bovim Norvegia                                          | 4'11"07     | Laura Crowe Irlanda                                                           | 4'13"84     | Liina Tšernov Estonia                                                | 4'14"20     |
| 3.000 metri | Sara Moreira Portogallo                                                  | 9'07"14     | Monika Juodeškaitė Lituania                                                   | 9'11"58     | Dana Elena Loghin Romania                                            | 9'17"38     |
| 5.000 metri | Dulce Felix Portogallo                                                   | 15'21"32    | Fionnuala Britton Irlanda                                                     | 15'23"37    | Volha Mazuronak Bielorussia                                          | 15'35"44    |
| Corse a ostacoli |                                                                          |             |                                                                               |             |                                                                      |             |
| 3000 metri siepi | Sandra Eriksson Finlandia                                                | 9'40"36     | Maruša Mišmaš Slovenia                                                        | 9'40"49     | Jekaterina Patjuk Estonia                                            | 9'50"15     |
| 100 metri ostacoli | Isabelle Pedersen Norvegia                                               | 13"18       | Marina Tomic Slovenia                                                         | 13"26       | Eline Berings Belgio                                                 | 13"35       |
| 400 metri ostacoli | Angela Morosanu Romania                                                  | 56"70       | Vera Barbosa Portogallo                                                       | 57"04       | Egle Staisiunaite Lituania                                           | 57"93       |
| Staffette |                                                                          |             |                                                                               |             |                                                                      |             |
| Staffetta 4x100 m | Grecia Maria Gatou Yeoryia Kokloni Andriana Ferra Maria Belibasaki       | 44"38       | Belgio Olivia Borlée Sarah Rutjens Cynthia Bolingo Mbongo Anne Zagre          | 44"74       | Estonia Grit Šadeiko Diana Suumann Maarja Kalev Ksenija Balta        | 44"75       |
| Staffetta 4x400 m | Romania Bianca Razor Alina Andreea Zaizan Adelina Pastor Angela Morosanu | 3'32"83     | Lituania Eva Misiunaite Egle Staisiunaite Modesta Morauskaite Agne Serksniene | 3'33"57     | Norvegia Tara Marie Norum Trine Mjaland Benedicte Hauge Line Kloster | 3'34"23     |
| Salti |                                                                          |             |                                                                               |             |                                                                      |             |
| Salto in alto | Anna Iljuštšenko Estonia                                                 | 1,84 m      | Daniela Stanciu Romania                                                       | 1,84 m      | Tonje Angelsen Norvegia                                              | 1,80 m      |
| Salto con l'asta | Aikaterinī Stefanidī Grecia                                              | 4,55 m      | Minna Nikkanen Finlandia                                                      | 4,45 m      | Tina Šutej Slovenia                                                  | 4,45 m      |
| Salto in lungo | Alina Rotaru Romania                                                     | 6,62 m      | Volha Sudareva Bielorussia                                                    | 6,47 m      | Nadia Akpana Assa Norvegia                                           | 6,22 m      |
| Salto triplo | Patrícia Mamona Portogallo                                               | 14,26 m     | Natallia Viatkina Bielorussia                                                 | 14,14 m     | Elena Andreea Panturoiu Romania                                      | 13,93 m     |
| Lanci |                                                                          |             |                                                                               |             |                                                                      |             |
| Getto del peso | Yulia Leantsiuk Bielorussia                                              | 18,48 m     | Anita Márton Ungheria                                                         | 17,01 m     | Katlin Piirimäe Estonia                                              | 15,64 m     |
| Lancio del disco | Zinaida Sendriūtė Lituania                                               | 65,83 m     | Irina Rodrigues Portogallo                                                    | 56,26 m     | Hrisoula Anagnostopoulou Grecia                                      | 55,75 m     |
| Lancio del martello | Bianca Perie Romania                                                     | 71,93 m     | Alena Krechyk Bielorussia                                                     | 66,77 m     | Merja Korpela Finlandia                                              | 65,36 m     |
| Lancio del giavellotto | Tatsiana Khaladovich Bielorussia                                         | 58,33 m     | Martina Ratej Slovenia                                                        | 55,66 m     | Nicoleta Madalina Anghelescu Romania                                 | 54,79 m     |
| miglior prestazione mondiale under 20; miglior prestazione mondiale stagionale under 20; record europeo; miglior prestazione europea stagionale; record europeo under 20; record europeo stagionale under 20; record dei campionati; record nazionale; record nazionale under 20; record nazionale under 18; record personale; record personale stagionale. |                                                                          |             |                                                                               |             |                                                                      |             |

## Second League

### Classifica
| Pos. | Nazione    | Punti | Note                       |
| ---- | ---------- | ----- | -------------------------- |
| 1    | Svizzera   | 210   | Promosse in First League   |
| 2    | Lettonia   | 206,5 | Promosse in First League   |
| 3    | Bulgaria   | 191   |                            |
| 4    | Serbia     | 185   |                            |
| 5    | Danimarca  | 173   |                            |
| 6    | Croazia    | 168   |                            |
| 7    | Slovacchia | 157,5 | Retrocesse in Third League |
| 8    | Austria    | 144   | Retrocesse in Third League |

### Tabella punti
| Specialità             | Specialità | AUT | BGR | HRV | DNK | LVA   | SRB | SVK   | CHE |
| ---------------------- | ---------- | --- | --- | --- | --- | ----- | --- | ----- | --- |
| 100 metri              | Uomini     | 3   | 7   | 5   | 0   | 6     | 2   | 4     | 8   |
| 100 metri              | Donne      | 1   | 8   | 4   | 2   | 3     | 6   | 5     | 7   |
| 200 metri              | Uomini     | 2   | 6   | 1   | 7   | 5     | 3   | 4     | 8   |
| 200 metri              | Donne      | 1   | 8   | 5   | 2   | 6     | 4   | 3     | 7   |
| 400 metri              | Uomini     | 1   | 5   | 6   | 8   | 3     | 7   | 2     | 4   |
| 400 metri              | Donne      | 2   | 4   | 6   | 1   | 8     | 5   | 7     | 3   |
| 800 metri              | Uomini     | 7   | 1   | 3   | 6   | 4     | 5   | 8     | 2   |
| 800 metri              | Donne      | 4   | 8   | 2   | 1   | 5     | 6   | 3     | 7   |
| 1.500 metri            | Uomini     | 8   | 4   | 1   | 5   | 7     | 6   | 2     | 3   |
| 1.500 metri            | Donne      | 4   | 1   | 2   | 6   | 7     | 8   | 5     | 3   |
| 3.000 metri            | Uomini     | 7   | 4   | 5   | 6   | 8     | 3   | 2     | 0   |
| 3.000 metri            | Donne      | 6   | 5   | 4   | 3   | 1     | 8   | 2     | 7   |
| 5.000 metri            | Uomini     | 8   | 6   | 1   | 7   | 5     | 2   | 3     | 4   |
| 5.000 metri            | Donne      | 2   | 5   | 3   | 4   | 7     | 1   | 6     | 8   |
| 3.000 metri siepi      | Uomini     | 6   | 8   | 1   | 7   | 4     | 3   | 2     | 5   |
| 3.000 metri siepi      | Donne      | 3   | 8   | 2   | 5   | 7     | 4   | 1     | 6   |
| 110/100 metri ostacoli | Uomini     | 3   | 2   | 1   | 5   | 4     | 8   | 7     | 6   |
| 110/100 metri ostacoli | Donne      | 5   | 2   | 8   | 1   | 6     | 4   | 3     | 7   |
| 400 m ostacoli         | Uomini     | 5   | 2   | 3   | 4   | 6     | 8   | 1     | 7   |
| 400 m ostacoli         | Donne      | 6   | 4   | 5   | 3   | 1     | 2   | 7     | 8   |
| Staffetta 4×100 metri  | Uomini     | 4   | 3   | 5   | 6   | 7     | 2   | 1     | 8   |
| Staffetta 4×100 metri  | Donne      | 3   | 7   | 6   | 1   | 2     | 4   | 5     | 8   |
| Staffetta 4×400 metri  | Uomini     | 1   | 2   | 7   | 8   | 3     | 6   | 4     | 5   |
| Staffetta 4×400 metri  | Donne      | 3   | 8   | 7   | 4   | 5     | 0   | 0     | 6   |
| Salto in alto          | Uomini     | 1   | 7   | 4,5 | 4,5 | 2,5   | 6   | 8     | 2,5 |
| Salto in alto          | Donne      | 4   | 7   | 8   | 3   | 5,5   | 2   | 1     | 5,5 |
| Salto con l'asta       | Uomini     | 3   | 2   | 6   | 7,5 | 7,5   | 1   | 4     | 5   |
| Salto con l'asta       | Donne      | 6   | 1   | 3,5 | 8   | 5     | 2   | 3,5   | 7   |
| Salto in lungo         | Uomini     | 2   | 6   | 1   | 4   | 8     | 3   | 5     | 7   |
| Salto in lungo         | Donne      | 1   | 2   | 3   | 5   | 7     | 8   | 4     | 6   |
| Salto triplo           | Uomini     | 4   | 8   | 1   | 7   | 5     | 2   | 6     | 3   |
| Salto triplo           | Donne      | 1   | 6   | 4   | 3   | 5     | 8   | 7     | 2   |
| Getto del peso         | Uomini     | 3   | 7   | 5   | 2   | 6     | 8   | 4     | 1   |
| Getto del peso         | Donne      | 4   | 8   | 6   | 7   | 3     | 5   | 1     | 2   |
| Lancio del disco       | Uomini     | 8   | 6   | 7   | 3   | 2     | 4   | 1     | 5   |
| Lancio del disco       | Donne      | 1   | 2   | 8   | 6   | 5     | 7   | 3     | 4   |
| Lancio del martello    | Uomini     | 0   | 5   | 7   | 3   | 6     | 2   | 8     | 4   |
| Lancio del martello    | Donne      | 2   | 1   | 3   | 5   | 4     | 7   | 8     | 6   |
| Lancio del giavellotto | Uomini     | 4   | 3   | 2   | 1   | 8     | 6   | 7     | 5   |
| Lancio del giavellotto | Donne      | 5   | 3   | 6   | 2   | 7     | 8   | 1     | 4   |
| Paese                  | Paese      | AUT | BGR | HRV | DNK | LVA   | SRB | SVK   | CHE |
| Totale                 | Totale     | 144 | 191 | 173 | 168 | 206,5 | 185 | 157,5 | 210 |

### Risultati

#### Uomini
| Specialità | Oro                                                                         | Prestazione | Argento                                                                  | Prestazione                    | Bronzo                                                                   | Prestazione |
| Corse piane |                                                                             |             |                                                                          |                                |                                                                          |             |
| 100 metri | Pascal Mancini Svizzera                                                     | 10"52       | Denis Dimitrov Bulgaria                                                  | 10"55                          | Jānis Mezītis Lettonia                                                   | 10"75       |
| 200 metri | Alex Wilson Svizzera                                                        | 20"93       | Nick Ekelund-Arenander Danimarca                                         | 21"11                          | Petar Kremenski Bulgaria                                                 | 21"22       |
| 400 metri | Nick Ekelund-Arenander Danimarca                                            | 46"12       | Miloš Raovic Serbia                                                      | 46"40                          | Mateo Ružic Croazia                                                      | 47"26       |
| 800 metri | Jozef Repčik Slovacchia                                                     | 1'51"77     | Nikolaus Franzmair Austria                                               | 1'51"78                        | Andreas Bube Danimarca                                                   | 1'52"02     |
| 1.500 metri | Andreas Vojta Austria                                                       | 3'45"86     | Dmitrijs Jurkevičs Lettonia                                              | 3'46"65                        | Goran Nava Serbia                                                        | 3'46"65     |
| 3.000 metri | Dmitrijs Jurkevičs Lettonia                                                 | 8'18"71     | Brenton Rowe Austria                                                     | 8'19"32                        | Thijs Nijhuis Danimarca                                                  | 8'22"64     |
| 5.000 metri | Brenton Rowe Austria                                                        | 14'19"11    | Abdi Hakin Ulad Danimarca                                                | 14'22"90                       | Iolo Nikolov Bulgaria                                                    | 14'29"02    |
| Corse a ostacoli |                                                                             |             |                                                                          |                                |                                                                          |             |
| 3000 metri siepi | Mitko Tsenov Bulgaria                                                       | 8'45"55     | Ole Hesselbjerg Danimarca                                                | 8'47"55                        | Christian Steinhammer Austria                                            | 8'53"14     |
| 110 metri ostacoli | Milan Ristić Serbia                                                         | 13"80       | Viliam Papšo Slovacchia                                                  | 13"88                          | Tobias Furer Svizzera                                                    | 13"88       |
| 400 metri ostacoli | Emir Bekrić Serbia                                                          | 49"64       | Kariem Hussein Svizzera                                                  | 50"14                          | Jānis Baltušs Lettonia                                                   | 51"07       |
| Staffette |                                                                             |             |                                                                          |                                |                                                                          |             |
| Staffetta 4x100 m | Svizzera Pascal Mancini Amatu Schenkel Steven Gugerli Alex Wilson           | 39"60       | Lettonia Jānis Mezītis Sandis Sabājevs Vladimirs Mihailovs Elvijs Misāns | 40"40                          | Danimarca Festus Asante Morten Madsen Mike Kalisz Frederik Schou-Nielsen | 40"44       |
| Staffetta 4x400 m | Danimarca Nicolai Hartling Andreas Bube Nicklas Hyde Nick Ekelund-Arenander | 3'07"57     | Croazia Josip Šakic Mateo Kovačić Yann Eldi Senjarin Mateo Ružic         | 3'08"43                        | Serbia Nemanja Božic Miloš Raovic Dino Dodig Emir Bekrić                 | 3'08"54     |
| Salti |                                                                             |             |                                                                          |                                |                                                                          |             |
| Salto in alto | Lukáš Beer Slovacchia                                                       | 2,22 m      | Viktor Ninov Bulgaria                                                    | 2,14 m                         | Miloš Todosijevic Serbia                                                 | 2,10 m      |
| Salto con l'asta | Mareks Ārents LettoniaMikkel M. Nielsen Danimarca                           | 5,30 m      | Non assegnata per ex aequo oro                                           | Non assegnata per ex aequo oro | Ivan Horvat Croazia                                                      | 5,20 m      |
| Salto in lungo | Elvijs Misāns Lettonia                                                      | 8,05 m      | Yves Zellweger Svizzera                                                  | 7,66 m                         | Denis Eradiri Bulgaria                                                   | 7,50 m      |
| Salto triplo | Rumen Dimitrov Bulgaria                                                     | 16,77 m     | Peder P. Nielsen Danimarca                                               | 16,29 m                        | Tomas Veszelka Slovacchia                                                | 15,67 m     |
| Lanci |                                                                             |             |                                                                          |                                |                                                                          |             |
| Getto del peso | Asmir Kolašinac Serbia                                                      | 20,15 m     | Georgi Ivanov Bulgaria                                                   | 19,79 m                        | Māris Urtāns Lettonia                                                    | 19,76 m     |
| Lancio del disco | Gerhard Mayer Austria                                                       | 59,34 m     | Roland Varga Croazia                                                     | 59,28 m                        | Rosen Karamfilov Bulgaria                                                | 52,92 m     |
| Lancio del martello | Marcel Lomnický Slovacchia                                                  | 75,69 m     | Mirko Micuda Croazia                                                     | 67,30 m                        | Igors Sokolovs Lettonia                                                  | 66,90 m     |
| Lancio del giavellotto | Rolands Štrobinders Lettonia                                                | 78,32 m     | Patrik Ženúch Slovacchia                                                 | 73,46 m                        | Vedran Samac Serbia                                                      | 71,84 m     |
| miglior prestazione mondiale under 20; miglior prestazione mondiale stagionale under 20; record europeo; miglior prestazione europea stagionale; record europeo under 20; record europeo stagionale under 20; record dei campionati; record nazionale; record nazionale under 20; record nazionale under 18; record personale; record personale stagionale. |                                                                             |             |                                                                          |                                |                                                                          |             |

#### Donne
| Specialità | Oro                                                                     | Prestazione | Argento                                                            | Prestazione | Bronzo                                                                    | Prestazione |
| Corse piane |                                                                         |             |                                                                    |             |                                                                           |             |
| 100 metri | Ivet Lalova Bulgaria                                                    | 11"34       | Mujinga Kambundji Svizzera                                         | 11"53       | Ivana Španović Serbia                                                     | 11"94       |
| 200 metri | Ivet Lalova Bulgaria                                                    | 22"92       | Léa Sprunger Svizzera                                              | 23"41       | Gunta Latiševa-Čudare Lettonia                                            | 23"94       |
| 400 metri | Gunta Latiševa-Čudare Lettonia                                          | 53"69       | Iveta Putalová Slovacchia                                          | 53"82       | Anita Banović Croazia                                                     | 54"04       |
| 800 metri | Vania Stambolova Bulgaria                                               | 2'01"41     | Selina Büchel Svizzera                                             | 2'04"01     | Amela Terzić Serbia                                                       | 2'05"24     |
| 1.500 metri | Amela Terzić Serbia                                                     | 4'28"99     | Agata Strausa Lettonia                                             | 4'31"84     | Maria Larsen Danimarca                                                    | 4'32"35     |
| 3.000 metri | Amela Terzić Serbia                                                     | 9'11"64     | Fabienne Schlumpf Svizzera                                         | 9'14"89     | Jennifer Wenth Austria                                                    | 9'16"75     |
| 5.000 metri | Fabienne Schlumpf Svizzera                                              | 15'51"06    | Jeļena Prokopčuka Lettonia                                         | 15'53"77    | Katarína Berešová Slovacchia                                              | 16'07"73    |
| Corse a ostacoli |                                                                         |             |                                                                    |             |                                                                           |             |
| 3000 metri siepi | Silvia Danekova Bulgaria                                                | 9'43"13     | Poļina Jeļizarova Lettonia                                         | 9'52"62     | Astrid Leutert Svizzera                                                   | 10'01"13    |
| 100 metri ostacoli | Ivana Lončarek Croazia                                                  | 13"18       | Lisa Urech Svizzera                                                | 13"35       | Laura Ikauniece Lettonia                                                  | 13"57       |
| 400 metri ostacoli | Petra Fontanive Svizzera                                                | 57"57       | Lucie Slaníčková Slovacchia                                        | 57"95       | Verena Menapace Austria                                                   | 59"93       |
| Staffette |                                                                         |             |                                                                    |             |                                                                           |             |
| Staffetta 4x100 m | Svizzera Mujinga Kambundji Fanette Humair Joëlle Golay Lea Sprunger     | 44"27       | Bulgaria Karina Okolije Inna Eftimova Gabriela Laleva Ivet Lalova  | 44"63       | Croazia Mateja Jambrovic Lucija Pokos Marina Banovic Ivana Loncarek       | 45"39       |
| Staffetta 4x400 m | Bulgaria Teodora Kolarova Vania Stambolova Katya Hristova Maria Dankova | 3'37"04     | Croazia Dora Filipovic Kristina Dudek Marina Banovic Anita Banovic | 3'37"91     | Svizzera Simone Werner Valentine Arrieta Robine Schürmann Petra Fontanive | 3'38"95     |
| Salti |                                                                         |             |                                                                    |             |                                                                           |             |
| Salto in alto | Ana Šimić Croazia                                                       | 1,92 m      | Venelina Veneva-Mateeva Bulgaria                                   | 1,85 m      | Giovanna Demo Svizzera Madara Onuzane Lettonia                            | 1,80 m      |
| Salto con l'asta | Caroline Bonde Holm Danimarca                                           | 4,35 m      | Nicole Büchler Svizzera                                            | 4,30 m      | Kira Grünberg Austria                                                     | 4,25 m      |
| Salto in lungo | Ivana Španović Serbia                                                   | 6,58 m      | Aiga Grabuste Lettonia                                             | 6,56 m      | Irene Pusterla Svizzera                                                   | 6,46 m      |
| Salto triplo | Ivana Španović Serbia                                                   | 13,50 m     | Jana Velďáková Slovacchia                                          | 13,27 m     | Maria Dimitrova Bulgaria                                                  | 13,08 m     |
| Lanci |                                                                         |             |                                                                    |             |                                                                           |             |
| Getto del peso | Radoslava Mavrodieva Bulgaria                                           | 17,80 m     | Maria Sløk Hansen Danimarca                                        | 15,01 m     | Sandra Perković Croazia                                                   | 14,27 m     |
| Lancio del disco | Sandra Perković Croazia                                                 | 64,05 m     | Dragana Tomašević Serbia                                           | 58,75 m     | Katrine Bebe Danimarca                                                    | 50,97 m     |
| Lancio del martello | Martina Hrašnová Slovacchia                                             | 71,30 m     | Sara Savatović Serbia                                              | 60,35 m     | Nicole Zihlmann Svizzera                                                  | 59,50 m     |
| Lancio del giavellotto | Tatjana Jelača Serbia                                                   | 61,19 m     | Madara Palameika Lettonia                                          | 59,54 m     | Sara Kolak Croazia                                                        | 56,90 m     |
| miglior prestazione mondiale under 20; miglior prestazione mondiale stagionale under 20; record europeo; miglior prestazione europea stagionale; record europeo under 20; record europeo stagionale under 20; record dei campionati; record nazionale; record nazionale under 20; record nazionale under 18; record personale; record personale stagionale. |                                                                         |             |                                                                    |             |                                                                           |             |

## Third League

### Classifica
| Pos. | Nazione              | Punti | Note                      |
| ---- | -------------------- | ----- | ------------------------- |
| 1    | Cipro                | 495   | Promosse in Second League |
| 2    | Islanda              | 487   | Promosse in Second League |
| 3    | Israele              | 471,5 |                           |
| 4    | Moldavia             | 446   |                           |
| 5    | Azerbaigian          | 363   |                           |
| 6    | Lussemburgo          | 357   |                           |
| 7    | Georgia              | 334,5 |                           |
| 8    | Bosnia ed Erzegovina | 323   |                           |
| 9    | Montenegro           | 278   |                           |
| 10   | Malta                | 258   |                           |
| 11   | Armenia              | 249,5 |                           |
| 12   | Albania              | 164   |                           |
| 13   | Macedonia            | 162,5 |                           |
| 14   | AASSE                | 150   |                           |
| 15   | Andorra              | 126   |                           |

### Tabella punti
| Specialità             | Specialità | AAS | ALB | AND | ARM   | AZE | BIH | CYP  | GEO   | ISL | ISR   | LUX | MKD 1995-2019 | MLT | MDA | MNE |
| ---------------------- | ---------- | --- | --- | --- | ----- | --- | --- | ---- | ----- | --- | ----- | --- | ------------- | --- | --- | --- |
| 100 metri              | Uomini     | 3   | 4   | 5   | 2     | 7   | 11  | 15   | 13    | 12  | 10    | 8   | 0             | 6   | 9   | 14  |
| 100 metri              | Donne      | 1   | 5   | 8   | 11    | 4   | 7   | 15   | 3     | 13  | 10    | 14  | 2             | 12  | 9   | 6   |
| 200 metri              | Uomini     | 1   | 4   | 2   | 3     | 5   | 6   | 12   | 10    | 13  | 14    | 7   | 8             | 15  | 11  | 9   |
| 200 metri              | Donne      | 2   | 3   | 1   | 11    | 5   | 7   | 15   | 6     | 14  | 10    | 13  | 4             | 12  | 8   | 9   |
| 400 metri              | Uomini     | 4   | 10  | 1   | 6     | 9   | 7   | 11   | 14    | 12  | 15    | 2   | 8             | 5   | 13  | 3   |
| 400 metri              | Donne      | 5   | 4   | 3   | 8     | 13  | 1   | 10   | 2     | 14  | 11    | 9   | 6             | 15  | 12  | 7   |
| 800 metri              | Uomini     | 1   | 12  | 3   | 7     | 6   | 15  | 13   | 9     | 10  | 14    | 5   | 8             | 4   | 11  | 2   |
| 800 metri              | Donne      | 4   | 15  | 3   | 6     | 9   | 8   | 12   | 7     | 14  | 10    | 13  | 1             | 5   | 11  | 2   |
| 1.500 metri            | Uomini     | 4   | 11  | 0   | 10    | 5   | 12  | 15   | 7     | 0   | 13    | 9   | 6             | 8   | 14  | 0   |
| 1.500 metri            | Donne      | 4   | 15  | 3   | 6     | 13  | 8   | 12   | 9     | 14  | 10    | 5   | 1             | 7   | 11  | 2   |
| 3.000 metri            | Uomini     | 2   | 0   | 6   | 7     | 15  | 8   | 14   | 9     | 11  | 12    | 10  | 4             | 5   | 13  | 3   |
| 3.000 metri            | Donne      | 0   | 0   | 6   | 7     | 15  | 0   | 10   | 5     | 12  | 13    | 8   | 4             | 9   | 11  | 14  |
| 5.000 metri            | Uomini     | 7   | 0   | 0   | 0     | 15  | 10  | 8    | 9     | 13  | 14    | 12  | 0             | 0   | 11  | 6   |
| 5.000 metri            | Donne      | 3   | 0   | 5   | 4     | 15  | 7   | 11   | 6     | 12  | 13    | 10  | 0             | 8   | 9   | 14  |
| 3.000 metri siepi      | Uomini     | 0   | 12  | 5   | 4     | 6   | 14  | 11   | 10    | 9   | 15    | 7   | 2             | 8   | 13  | 3   |
| 3.000 metri siepi      | Donne      | 0   | 0   | 0   | 7     | 6   | 15  | 12   | 13    | 9   | 14    | 11  | 0             | 10  | 8   | 5   |
| 110/100 metri ostacoli | Uomini     | 5   | 6   | 1   | 2     | 13  | 7   | 15   | 14    | 11  | 10    | 12  | 4             | 3   | 8   | 9   |
| 110/100 metri ostacoli | Donne      | 2   | 6   | 5   | 3     | 8   | 12  | 15   | 11    | 14  | 9     | 10  | 4             | 1   | 13  | 7   |
| 400 metri ostacoli     | Uomini     | 2   | 4   | 1   | 7     | 12  | 5   | 14   | 9     | 11  | 10    | 13  | 6             | 3   | 15  | 8   |
| 400 metri ostacoli     | Donne      | 4   | 0   | 2   | 5     | 9   | 13  | 8    | 6     | 14  | 12    | 11  | 10            | 3   | 15  | 7   |
| Staffetta 4×100 metri  | Uomini     | 3   | 4   | 1   | 2     | 13  | 8   | 11   | 6     | 14  | 15    | 7   | 9             | 5   | 12  | 10  |
| Staffetta 4×100 metri  | Donne      | 3   | 6   | 2   | 5     | 9   | 7   | 15   | 4     | 14  | 11    | 12  | 8             | 13  | 10  | 1   |
| Staffetta 4×400 metri  | Uomini     | 2   | 5   | 1   | 7     | 12  | 11  | 9    | 13    | 15  | 14    | 4   | 6             | 8   | 10  | 3   |
| Staffetta 4×400 metri  | Donne      | 3   | 6   | 2   | 9     | 8   | 10  | 13   | 5     | 15  | 12    | 11  | 7             | 0   | 14  | 4   |
| Salto in alto          | Uomini     | 15  | 0   | 2   | 6     | 11  | 10  | 13,5 | 8,5   | 7   | 13,5  | 5   | 8,5           | 3   | 12  | 4   |
| Salto in alto          | Donne      | 8   | 0   | 6   | 4,5   | 7   | 12  | 4,5  | 3     | 11  | 15    | 14  | 9             | 2   | 10  | 13  |
| Salto con l'asta       | Uomini     | 8   | 0   | 12  | 0     | 11  | 0   | 15   | 9     | 13  | 14    | 0   | 0             | 0   | 0   | 10  |
| Salto con l'asta       | Donne      | 11  | 0   | 8   | 0     | 15  | 0   | 14   | 9     | 13  | 10    | 12  | 0             | 7   | 0   | 0   |
| Salto in lungo         | Uomini     | 8   | 14  | 1   | 6     | 7   | 5   | 13   | 12    | 15  | 10    | 2   | 4             | 3   | 11  | 9   |
| Salto in lungo         | Donne      | 2   | 4   | 3   | 13    | 5   | 9   | 12   | 7     | 15  | 8     | 11  | 1             | 14  | 10  | 6   |
| Salto triplo           | Uomini     | 5   | 10  | 0   | 14    | 13  | 0   | 12   | 8     | 9   | 11    | 0   | 0             | 6   | 15  | 7   |
| Salto triplo           | Donne      | 0   | 0   | 0   | 12    | 13  | 0   | 10   | 9     | 14  | 15    | 7   | 0             | 8   | 11  | 0   |
| Getto del peso         | Uomini     | 2   | 0   | 3   | 7     | 6   | 15  | 9    | 11    | 12  | 10    | 14  | 4             | 5   | 13  | 8   |
| Getto del peso         | Donne      | 3   | 0   | 2   | 6     | 9   | 11  | 15   | 10    | 14  | 7     | 12  | 4             | 5   | 13  | 8   |
| Lancio del disco       | Uomini     | 1   | 4   | 3   | 10    | 5   | 12  | 14   | 7     | 8   | 9     | 11  | 2             | 6   | 13  | 15  |
| Lancio del disco       | Donne      | 6   | 0   | 2   | 7     | 3   | 12  | 15   | 10    | 11  | 8     | 9   | 4             | 5   | 13  | 14  |
| Lancio del martello    | Uomini     | 4   | 0   | 8   | 9     | 5   | 0   | 14   | 0     | 13  | 12    | 11  | 6             | 7   | 15  | 10  |
| Lancio del martello    | Donne      | 4   | 0   | 7   | 6     | 5   | 12  | 15   | 8     | 13  | 14    | 10  | 0             | 3   | 11  | 9   |
| Lancio del giavellotto | Uomini     | 3   | 0   | 2   | 6     | 5   | 11  | 10   | 14    | 15  | 12    | 9   | 4             | 8   | 13  | 7   |
| Lancio del giavellotto | Donne      | 6   | 0   | 2   | 3     | 8   | 5   | 13   | 9     | 14  | 12    | 10  | 4             | 7   | 15  | 11  |
| Paese                  | Paese      | AAS | ALB | AND | ARM   | AZE | BIH | CYP  | GEO   | ISL | ISR   | LUX | MKD 1995-2019 | MLT | MDA | MNE |
| Totale                 | Totale     | 150 | 164 | 126 | 249,5 | 363 | 323 | 495  | 334,5 | 487 | 471,5 | 357 | 162,5         | 258 | 446 | 278 |

### Risultati

#### Uomini
| Specialità | Oro                                                                                               | Prestazione | Argento                                                                                                  | Prestazione | Bronzo                                                                      | Prestazione                        |
| Corse piane |                                                                                                   |             | |             |                                                                             |                                    |
| 100 metri | Panayiotis Ioannou Cipro                                                                          | 10"69       | Luka Rakić Montenegro                                                                                    | 10"72       | Bachana Khorava Georgia                                                     | 10"75                              |
| 200 metri | Kevin Moore Malta                                                                                 | 21"06       | Emri Persiado Israele                                                                                    | 21"33       | Kolbeinn Höður Gunnarsson Islanda                                           | 21"37                              |
| 400 metri | Donald Sanford Israele                                                                            | 46"38       | Nika Kartavtsev Georgia                                                                                  | 47"82       | Alexandru Babian Moldavia                                                   | 47"83                              |
| 800 metri | Amel Tuka Bosnia ed Erzegovina                                                                    | 1'49"81     | Mokat Petna Israele                                                                                      | 1'50"42     | Theofanis Michaelas Cipro                                                   | 1'50"60                            |
| 1.500 metri | Amine Khadiri Cipro                                                                               | 3'48"05     | Ion Siuris Moldavia                                                                                      | 3'49"25     | Yimer Getahun Israele                                                       | 3'49"98                            |
| 3.000 metri | Hayle İbrahimov Azerbaigian                                                                       | 8'02"86     | Amine Khadiri Cipro                                                                                      | 8'20"38     | Prodius Roman Moldavia                                                      | 8'23"22                            |
| 5.000 metri | Hayle İbrahimov Azerbaigian                                                                       | 14'00"24    | Aimeru Almeya Israele                                                                                    | 14'35"04    | Kári Steinn Karlsson Islanda                                                | 14'55"02                           |
| Corse a ostacoli |                                                                                                   |             | |             |                                                                             |                                    |
| 3000 metri siepi | Noam Ne'eman Israele                                                                              | 9'08"27     | Osman Junuzović Bosnia ed Erzegovina                                                                     | 9'10"40     | Nicolai Gorbuşco Moldavia                                                   | 9'11"06                            |
| 110 metri ostacoli | Milan Trajkovic Cipro                                                                             | 13"94       | David Ilariani Georgia                                                                                   | 13"96       | Rahib Mammadov Azerbaigian                                                  | 14"18                              |
| 400 metri ostacoli | Alexei Cravcenco Moldavia                                                                         | 51"98       | Minas Alozidis Cipro                                                                                     | 52"02       | Jacques Frisch Lussemburgo                                                  | 52"34                              |
| Staffette |                                                                                                   |             | |             |                                                                             |                                    |
| Staffetta 4x100 m | Israele Asaf Malka Amir Dayi Amit Cohen Emri Persiado                                             | 40"50       | Islanda Joan Ramon Borges Bosque Jóhann Björn Sigurbjörnsson Kolbeinn Höður Gunnarsson Ari Bragi Kárason | 40"84       | Azerbaigian Asqepox Karman Ibrahimov Hanim Bulychev Valentin Mammadov Rahib | 41"35                              |
| Staffetta 4x400 m | Islanda Kolbeinn Höður Gunnarsson Ivar Kristian Jasonarson Einar Daði Lárusson Trausti Stefánsson | 3'11"74     | Israele Itai Shamir Donald Sanford Imokat Petena Maor Seged                                              | 3'11"76     | Georgia Soso Gogodze Denis Zhvania Endrik Zilbershtein Nika Kartavtsevi     | 3'13"67                            |
| Salti |                                                                                                   |             | |             |                                                                             |                                    |
| Salto in alto | Eugenio Rossi AASSE ( San Marino)                                                                 | 2"24        | Niki Palli IsraeleVasilios Konstantinou Cipro                                                            | 2"14        | Non assegnata per ex aequo argento                                          | Non assegnata per ex aequo argento |
| Salto con l'asta | Nikandros Stylianou Cipro                                                                         | 5,45 m      | Lev Skorish Israele                                                                                      | 5,05 m      | Mark Johnson Islanda                                                        | 4,65 m                             |
| Salto in lungo | Kristinn Torfason Islanda                                                                         | 7,62 m      | Izmir Smajlaj Albania                                                                                    | 7,58 m      | Christodoulos Theofilou Cipro                                               | 7,36 m                             |
| Salto triplo | Vladimir Letnicov Moldavia                                                                        | 16,38 m     | Levon Aghasyan Armenia                                                                                   | 16,13 m     | Nazim Babayev Azerbaigian                                                   | 15,82 m                            |
| Lanci |                                                                                                   |             | |             |                                                                             |                                    |
| Getto del peso | Kemal Mešić Bosnia ed Erzegovina                                                                  | 18,48 m     | Bob Bertemes Lussemburgo                                                                                 | 18,26 m     | Ivan Emilianov Moldavia                                                     | 18,04 m                            |
| Lancio del disco | Danijel Furtula Montenegro                                                                        | 61,92 m     | Apostolos Parellīs Cipro                                                                                 | 61,80 m     | Nicolai Ceban Moldavia                                                      | 54,85 m                            |
| Lancio del martello | Serghei Marghiev Moldavia                                                                         | 76,02 m     | Konstantinos Stathelakos Cipro                                                                           | 67,71 m     | Hilmar Örn Jónsson Islanda                                                  | 65,88 m                            |
| Lancio del giavellotto | Guðmundur Sverrisson Islanda                                                                      | 73,13 m     | Rostom Chincharauli Georgia                                                                              | 70,57 m     | Adrian Mardari Moldavia                                                     | 69,11 m                            |
| miglior prestazione mondiale under 20; miglior prestazione mondiale stagionale under 20; record europeo; miglior prestazione europea stagionale; record europeo under 20; record europeo stagionale under 20; record dei campionati; record nazionale; record nazionale under 20; record nazionale under 18; record personale; record personale stagionale. |                                                                                                   |             | |             |                                                                             |                                    |

#### Donne
| Specialità | Oro                                                                                               | Prestazione | Argento                                                                                               | Prestazione | Bronzo                                                                                   | Prestazione |
| Corse piane |                                                                                                   |             | |             |                                                                                          |             |
| 100 metri | Ramona Papaioannou Cipro                                                                          | 11"45       | Tiffany Tshilumba Lussemburgo                                                                         | 11"65       | Hrafnhild Eir Hermodsdottir Islanda                                                      | 11"82       |
| 200 metri | Eleni Artymata Cipro                                                                              | 24"13       | Hrafnhild Eir Hermodsdottir Islanda                                                                   | 24"31       | Tiffany Tshilumba Lussemburgo                                                            | 24"42       |
| 400 metri | Janet Richard Malta                                                                               | 54"84       | Hafdis Sigurdardottir Islanda                                                                         | 55"07       | Adila Mamadli Azerbaigian                                                                | 56"14       |
| 800 metri | Luiza Gega Albania                                                                                | 2'01"31     | Aníta Hinriksdóttir Islanda                                                                           | 2'02"70     | Charline Mathias Lussemburgo                                                             | 2'05"96     |
| 1.500 metri | Luiza Gega Albania                                                                                | 4'08"58     | Aníta Hinriksdóttir Islanda                                                                           | 4'18"49     | Behafeta Hadiyes Azerbaigian                                                             | 4'26"50     |
| 3.000 metri | Behafeta Hadiyes Azerbaigian                                                                      | 9'38"8      | Slađana Perunović Montenegro                                                                          | 9'48"5      | Maor Tyuri Israele                                                                       | 10'01"8     |
| 5.000 metri | Hayelom Maeregu Azerbaigian                                                                       | 16'42"46    | Slađana Perunović Montenegro                                                                          | 17'07"71    | Azaunt Taka Israele                                                                      | 17'22"82    |
| Corse a ostacoli |                                                                                                   |             | |             |                                                                                          |             |
| 3000 metri siepi | Rahima Zukić Bosnia ed Erzegovina                                                                 | 11'08"59    | Megal Atias Israele                                                                                   | 11'30"13    | Giuli Dekanadze Georgia                                                                  | 12'04"78    |
| 100 metri ostacoli | Dimitra Arachoviti Cipro                                                                          | 13"68       | Kristin Olafsdottir-Johnson Islanda                                                                   | 14"14       | Anna Berghii Moldavia                                                                    | 14"29       |
| 400 metri ostacoli | Anna Berghii Moldavia                                                                             | 58"99       | Kristin Olafsdottir-Johnson Islanda                                                                   | 59"55       | Gorana Cvejetic Bosnia ed Erzegovina                                                     | 1'03"47     |
| Staffette |                                                                                                   |             | |             |                                                                                          |             |
| Staffetta 4x100 m | Cipro Olivia Fotopovlov Ramona Papaloannov Andreov Paraskevi Eleni Artunata                       | 45"11       | Islanda Bjorg Gunnarsdottir Hrafnhild Eir Hermodsdttir Steinunn Erla Davidottir Hafdis Sigurdardottir | 46"44       | Malta Rachel Fitz Diane Bora Rebecca Sare Rebecca Camilleri                              | 46"88       |
| Staffetta 4x400 m | Islanda Kristin Olafsdottir-Johnson Björg Gunnarsdottir Aníta Hinriksdóttir Hafids Sigurdardottir | 3'40"42     | Moldavia Iliana Bulieva Iulia Tsasieva Olesia Cojucari Anna Berghii                                   | 3'47"84     | Cipro Kaliopi Kountouri Papaskevoula Thrasilvoulou Christina Katsari Natalia Evangelidou | 3'48"09     |
| Salti |                                                                                                   |             | |             |                                                                                          |             |
| Salto in alto | Ma'ayan Shahaf Israele                                                                            | 1,85 m      | Elodie Tshilumba Lussemburgo                                                                          | 1,79 m      | Marija Vuković Montenegro                                                                | 1,76 m      |
| Salto con l'asta | Yelena Gladkova Azerbaigian                                                                       | 3,60 m      | Maria Aristotelous Cipro                                                                              | 3,60 m      | Arna Ýr Jónsdóttir Islanda                                                               | 3,50 m      |
| Salto in lungo | Hafdis Sigurdardottir Islanda                                                                     | 6,41 m      | Rebecca Camilleri Malta                                                                               | 6,25 m      | Satenik Hovhannisyan Armenia                                                             | 6,06 m      |
| Salto triplo | Hanna Knyazyeva-Minenko Israele                                                                   | 13,73 m     | Hafdis Sigurdardottir Islanda                                                                         | 13,04 m     | Yekaterina Sariyeva Azerbaigian                                                          | 13,02 m     |
| Lanci |                                                                                                   |             | |             |                                                                                          |             |
| Getto del peso | Florentia Kappa Cipro                                                                             | 14,82 m     | Ásdís Hjálmsdóttir Islanda                                                                            | 14,24 m     | Dimitriana Surdu Moldavia                                                                | 13,73 m     |
| Lancio del disco | Androniki Lada Cipro                                                                              | 54,18 m     | Kristina Rakocevic Montenegro                                                                         | 47,22 m     | Dimitriana Surdu Moldavia                                                                | 46,33 m     |
| Lancio del martello | Paraskevi Theodorou Cipro                                                                         | 59,49 m     | Yevgeniya Zabolotniy Israele                                                                          | 52,51 m     | Vigdis Jonsdottir Islanda                                                                | 52,12 m     |
| Lancio del giavellotto | Mihaela Tacu Moldavia                                                                             | 54,37 m     | Ásdís Hjálmsdóttir Islanda                                                                            | 54,07 m     | Renalda Nastastsissiou Cipro                                                             | 51,83 m     |
| miglior prestazione mondiale under 20; miglior prestazione mondiale stagionale under 20; record europeo; miglior prestazione europea stagionale; record europeo under 20; record europeo stagionale under 20; record dei campionati; record nazionale; record nazionale under 20; record nazionale under 18; record personale; record personale stagionale. |                                                                                                   |             | |             |                                                                                          |             |